# گوئیدو مناشی
گوئیدو مناشی (ایتالیایی: Guido Menasci؛ ‏ ۲۴ مارس ۱۸۶۷ – ۲۷ دسامبر ۱۹۲۵) نمایشنامه‌نویس و نویسنده لیبرتو اهل پادشاهی ایتالیا بود.
از کارهای او می‌توان به نوشتن لیبرتوی اپرای غیرت روستایی اشاره کرد.